# Cherry Glazerr
Cherry Glazerr es una banda de rock americana que fue formada en California en el año 2013 por los miembros originales, Clementine Creevy (cantante y guitarrista), Hannah Uribe (exbaterista) y Sean Uribe Redman (exbajista) . La banda actualmente está compuesta por un baterista (Tabor Allen) , una guitarrista/cantante solista (Clementine Creevy) y una bajista. Y actualmente se encuentran de gira por Estados Unidos debido a su nuevo álbum "Stuffed and Ready".

## Integrantes

### Miembros actuales
- Clementine Creevy - voz principal, guitarra (2013 - presente)
- Tabor Allen - tambores (2016 - presente)
- Sasami Ashworth - sintetizador, trompeta (2016 - presente)
- Devin O'Brien - bajo (2016 - presente)

### Miembros anteriores
- Hannah Uribe - batería (2013 - 2015)
- Sean Redman - bajo (2013 - 2016)
- Sophia Muller

## Discografía
El grupo cuenta con tres álbumes producidos por las discográficas Burger Records y Secretly Canadian. El primero es Papa Cremp publicado el 3 de marzo de 2013. El segundo Haxel princess (Burguer Records) publicado el 14 de enero de 2014. Y por último Apocalipstick ( Secretly Canadian) publicado 20 de enero de 2017.
- Papa Cremp:

1. Trick or Treat Dancefloor 01:25
2. All my friends 02:21
3. Bloody Bandaid 03:55
4. Teenage Girl 01:47
5. Grilled Cheese 01:30
6. Cat Sitting In My Room 02:31
7. Glenn the Dawgg 01:40
8. Pizza Monster 02:32
9. Cat Sitting in my ROOM- Original 01:32

- Haxel Princess:

1. White's Not My Color This Evening 03:11
2. Cry Baby 03:04
3. Grilled Cheese 02:09
4. Haxel Princess 02:42
5. Glenn The Dawg 01:39
6. Sweaty Faces 02:21
7. All My Friends 02:07
8. Bloody Bandaid 03:55
9. Teenage Girl 01:47
10. Trick Or Treat Dancefloor 02:15

- Apocalipstick:

1. Told You I'd Be with the Guys 04:33
2. Trash People 03:08
3. Moon Dust 02:34
4. Humble Pro 02:43
5. Nuclear Bomb 03:45
6. Only Kid on the Block 03:45
7. Lucid Dreams 03:40
8. Sip O' Poison 02:20
9. Nurse Ratched 03:01
10. Instagratification 02:45
11. Apocalipstick 02:05